# Forma automorficzna
Forma automorficzna – pojęcie matematyczne, stanowiące uogólnienie formy modularnej. Istnieje wiele definicji form automorficznych; ogólne podejście jest następujące: grupa {\displaystyle SL_{2}(\mathbb {R} )} lub {\displaystyle PSL_{2}(\mathbb {R} )} uogólniana jest na dowolną grupę Liego {\displaystyle G,} zaś grupa modularna na ogólną dyskretną grupę {\displaystyle \Gamma .}